# Snooky Young
Snooky Young, född 3 februari 1919, död 11 maj 2011, var trumpetare i Jimmie Luncefords band från 1939 till 1942. Han spelade med Count Basie (tre omgångar i totalt åtta år). Gerald Wilson och Lionel Hampton och var med i Thad Jones/Mel Lewis Big Band.
Det längste engagemanget var med NBC där han som studiomusiker var med i The Tonight Show Band 1967 och var med samma band till 1992. 
Han var också med på turnéer med Doc Severinsen, spelade på live-konserter, företagsevent och de främsta showerna i Las Vegas.
Han var en av musikerna som kompade The Band på deras Rock of Ages-album 1972.